# Slinky

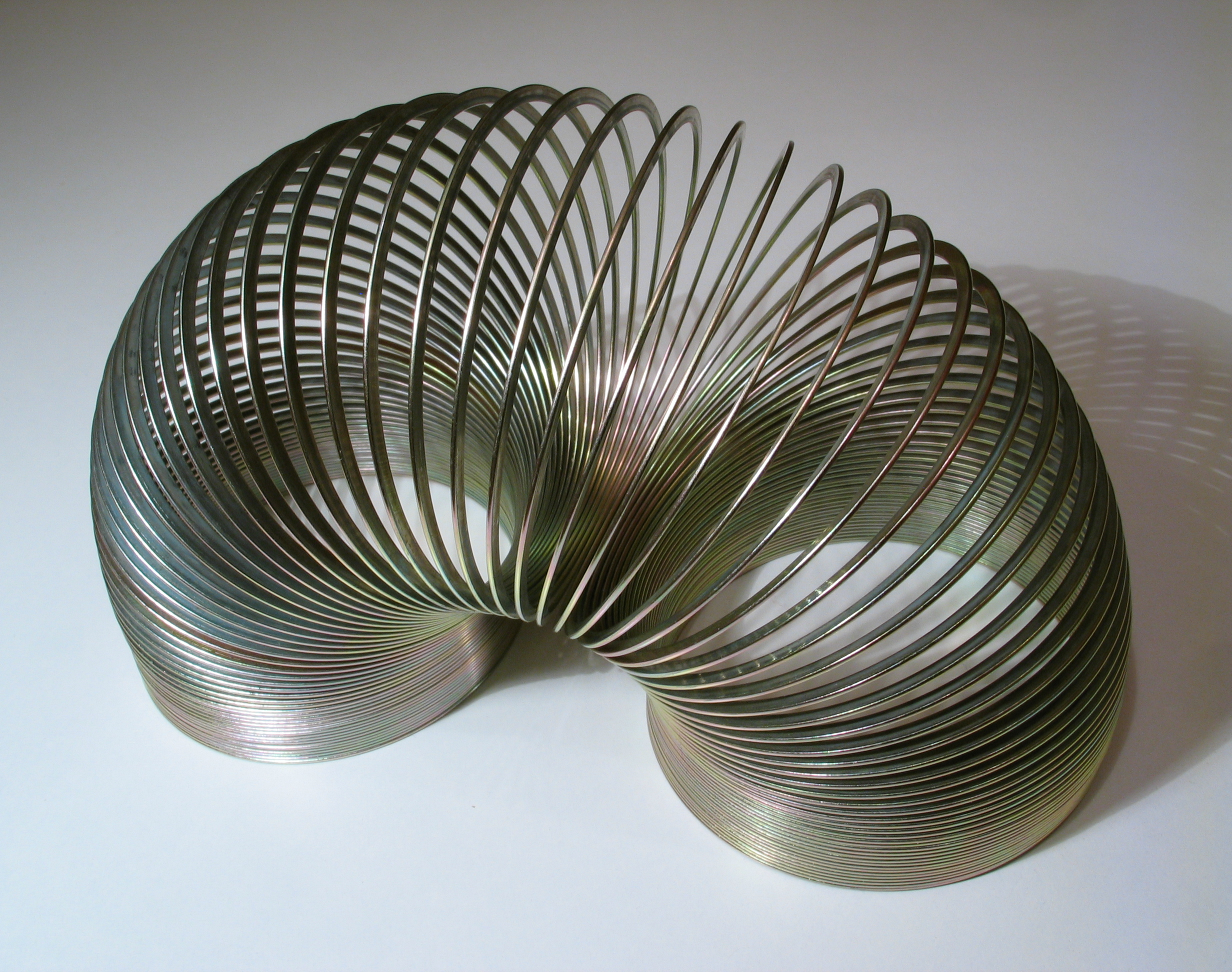
Uno Slinky metallico

Lo Slinky è un giocattolo costituito da una molla elicoidale, creato da Richard T. James all'inizio degli anni Quaranta. Una volta messo in moto, può eseguire alcuni movimenti come scendere le scale, poiché si estende e si contrae autonomamente grazie alla gravità e alla conservazione della quantità di moto, e può dare l'impressione della levitazione: queste curiose caratteristiche hanno contribuito al suo successo negli Stati Uniti e hanno ispirato in molti paesi dei giocattoli con componenti di questo tipo.

## Storia
Lo Slinky fu inventato e sviluppato dall'ingegnere navale statunitense Richard T. James nel 1943 e fu presentato al pubblico ai magazzini Gimbels di Filadelfia nel novembre del 1945.
Fu posto inizialmente in vendita al prezzo di un dollaro, ma questo fu presto aumentato a causa dell'incremento del costo dell'acciaio in Pennsylvania. È tuttavia rimasto a prezzi modesti durante tutta la sua esistenza grazie all'attenzione di Betty James perché potesse essere nella disponibilità dei clienti meno abbienti. Oltre al suo utilizzo come giocattolo, è stato usato come strumento didattico e come antenna radio portatile ed estensibile in ambienti di guerra (in particulare nella guerra del Vietnam). Nel 2000 fu introdotto nella National Toy Hall of Fame dell'istituto The Strong di Rochester, nello stato di New York. Nel 2003 fu incluso nella "Lista di giocattoli del secolo" della Toy Industry Association. Circa 300 milioni di Slinky sono stati venduti nei suoi primi sessant'anni di esistenza.

### Creazione
Nel 1943, l'ingegnere meccanico navale Richard T. James, osservò una molla che scendeva uno scalino dopo esserne stata spinta giù, e che poi si metteva in posizione verticale di riposo. Sua moglie Betty ricordò successivamente: "Tornò a casa e disse: «Penso che se avessi un acciaio con Ie propeità adeguate e la corretta tensione, potrei farla camminare»." James fece degli esperimenti con diversi tipi di cavi d'acciaio l'anno successivo, e alla fine trovò una molla che "camminasse". Betty era scettica, ma cambiò idea quando il giocattolo fu messo a punto e i bambini del vicinato mostrarono un eccitato interesse.
Richard e Betty fondarono le James Industries e iniziarono a produrre gli Slinky, vendendoli a un dollaro l'uno. Erano alti 64 mm, e contavano 98 giri di acciaio svedese ad alte prestazioni di colore nero-bluastro. Inizialmente ebbero difficoltà nel vendere gli Slinky ai negozi di giocattoli, ma nel novembre del 1945 fu loro permesso di installare un piano inclinato nel reparto giocattoli dei grandi magazzini Gimbels di Filadelfia per tenere una dimostrazione. Fu un successo immediato; i primi 400 pezzi andarono venduti in 90 minuti. Nel 1946, lo Slinky fu esposto all'American International Toy Fair.

### Sviluppi successivi
Nel 1960, dopo che sua moglie iniziò le pratiche per il divorzio, Richard James lasciò la compagnia e divenne un missionario evangelico in Bolivia con la Wycliffe Bible Translators. Nel 1964 Betty James trasferì la sede a Hollidaysburg in Pennsylvania e sotto la sua guida la ditta crebbe. Ella attribuì il successo del giocattolo alla sua "semplicità". Nel 1998 l'azienda fu venduta alla Poof Products, Inc. La produzione degli Slinky continuò a Hollidaysburg.
Betty James morì per un'insufficienza cardiaca nel novembre 2008, a novant'anni , dopo aver presieduto le James Industries dal 1960 al 1998.
A luglio 2012, la Poof-Slinky, Inc. fu comprata dalla finanziaria privata Propel Equity Partners, che nel 2014 riunì il Poof-Slinky® ed altri marchi di giocattoli in Alex Brands™.
A luglio 2020, il marchio Slinky fu venduto a Just Play.

## Proprietà fisiche
La meccanica di uno Slinky è regolata dalla legge di Hooke e dagli effetti della gravitazione.

### Periodo di oscillazione
L'oscillazione di uno Slinky sospeso verticalmente ha un periodo dalla durata seguente:
{\displaystyle T={\sqrt {\frac {32L}{g}}}\,,}
dove  {\textstyle L} è la lunghezza dello Slinky nel campo gravitazionale terrestre e {\textstyle g} è l'accelerazione di gravità {\textstyle g=9,81\,\mathrm {m/s} ^{2}}. Si noti che l'espressione di {\textstyle T} è indipendente dalla costante della molla {\textstyle k} e dalla massa {\textstyle m} dello Slinky. Per un pendolo a molla ci si aspetterebbe tale dipendenza, poiché la dipendenza da  {\textstyle k} e {\textstyle m} è nascosta nella lunghezza {\textstyle L(k,m)}:
{\displaystyle L(k,m)={\frac {mg}{2k}}={\frac {W}{2k}}\,,}
che permette di scrivere:
{\displaystyle T=4{\sqrt {\frac {m}{k}}}\,.}

Quest'espressione differisce dal normale pendolo a molla
{\displaystyle T_{\mbox{pendolo a molla}}=2\pi {\sqrt {\frac {m}{k}}}\,,}
poiché per il pendolo a molla si assume che la massa della molla sia nulla, a differenza della massa {\textstyle m} attaccata alla base.

### Equilibrio
In uno Slinky in stato di equilibrio, il bilancio complessivo di tutte la forze è nullo. Ciò significa che lo Slinky ha velocità zero. Poiché la posizione di ciascuna parte dello Slinky è governata dalla massa dello Slinky, dalla forza di gravità e dalla costante della molla, si possono inferire varie proprietà ulteriori. La lunghezza di uno Slinky idealizzato che si estende per il suo proprio peso, assumendo che la lunghezza compressa al massimo sia trascurabile, è
{\displaystyle L={\frac {W}{2k}},}
dove L è la lunghezza dello Slinky, W è il peso e k è la costante della molla.
Per effetto della gravità, lo Slinky apparearricciato verso l'estremità inferiore, come prescrive l'equazione
{\displaystyle p(n)=L(n-1)^{2}.}
dove n è una variabile adimensionale, con 0 ≤ n ≤ 1, con n = 0 corrispondente all'estremità superiore dello Slinky e n = 1 a quella inferiore. Ogni valore intermedio di n corrisponde alla proporzione della massa dello Slinky al di sopra del punto n, e p(n) dà la position di n sopra l'estremità inferiore dello Slinky.
Quest'equazione quadratica sta a significare che il centro di massa, più che trovarsi nella parte mediana dello Slinky, giace a un quarto della lunghezza sopra l'estremità inferiore:
{\displaystyle p\left({\frac {1}{2}}\right)=L\left({\frac {1}{2}}-1\right)^{2}={\frac {L}{4}}.}

### Fenomeni

#### Discesa delle scale
Quando viene messo in moto su una piattaforma a gradini come una rampa di scale, lo Slinky trasferisce energia per la sua lunghezza secondo un'onda longitudinale. Tutta la molla scende un poco alla volta con un moto periodico come se stesse facendo uno scalino dopo l'altro.

#### Levitazione
Quando si rilascia l'estremità superiore dello Slinky, l'informazione sul cambiamento di tensione si propaga all'estremità inferiore prima che ambedue i capi comincino a cadere; la sommità dello Slinky esteso cadrà mentre la parte inferiore resterà inizialmente nella posizione originale, comprimendo la molla. Ciò crea un tempo di sospensione che in uno Slinky originale dura circa 0.3 s, ma ha il potenziale di essere anche maggiore.
Il centro di massa di uno Slinky sospeso subisce un'accelerazione di 1g (9,81 m/s²) verso il basso; quando questo viene rilasciato, la sua parte inferiore si muove verso l'alto con un'accelerazione equivalente e costante. Mentre la molla si contrae, ogni punto della sua lunghezza accelera verso il basso per effetto della gravità e della tensione, e sperimenta un calo nell'accelerazione complessiva verso il basso dipendente dall'altezza lungo la molla, poiché la forza della molla cambia secondo il suo grado di estensione. Alla base della molla l'accelerazione iniziale verso l'alto si riduce in accordo con la legge di Hooke mentre la molla scende, ma il centro verso il quale la base si muove si avvicina, cosa che significa che la base si sarà spostata abbastanza verso il baricentro da sembrare immobile. Se si estendesse il discorso a molle leggerissime attaccate a masse sospese pesantissime (che hanno distribuzioni della tensione approssimativamente lineari), per spiegare il fenomeno sarebbe necessario un diverso trattamento matematico.

## Storia commerciale

### Jingle
Il motivetto musicale per la pubblicità televisiva dello Slinky fu creato nel 1962 a Columbia (Carolina del Sud), con Johnny McCullough e Homer Fesperman come autori della musica e Charles Weagly che compose il testo. Divenne il jingle andato in onda più a lungo nella storia della pubblicità.
Ci sono state parodie e riferimenti al jingle nella cultura popolare. È presente nella pubblicità del "Log" in The Ren & Stimpy Show ed è cantato dall'attore Jim Carrey in Ace Ventura - Missione Africa. Vi si fa riferimento anche nel film  Lords of Dogtown, in cui è cantato per intero da Emile Hirsch, ed è cantato da Eddie Murphy nel film comico Nudo e crudo. Fu anche parodiato in uno spot per l'Isuzu Amigo usato per promuovere il ritorno in commercio del veicolo alla fine del marzo 1998; fu poi ritirato in seguito alle proteste della ditta produttrice dello Slinky.

### Slinky Dog
Poco dopo la nascita delle James Industries, Helen Herrick Malsed dello stato di Washington mandò alla compagnia una lettera con disegni per sviluppare dei giocattoli che inglobassero lo Slinky. La ditta apprezzò le sue idee, così "Slinky Dog" e "Slinky Train" furono aggiunti alla linea di prodotti della compagnia. Slinky Dog, un piccolo cane di plastica le cui estremità erano unite da uno Slinky metallico, debuttò nel 1952. Malsed ricevette per 17 anni delle royalty annue da 60 a 70 mila dollari per la sua idea, ma non visitò mai la fabbrica.
Nel 1995, Slinky Dog (doppiato in originale da Jim Varney e Blake Clark) fu riprogettato per i film della serie Toy Story della Pixar. Le James Industries ne avevano interrotto la produzione alcuni anni prima. Betty James approvò il nuovo Slinky Dog, dichiarando alla stampa, "Il precedente Slinky Dog non era nemmeno lontanamente carino come questo."

### Slinky in plastica

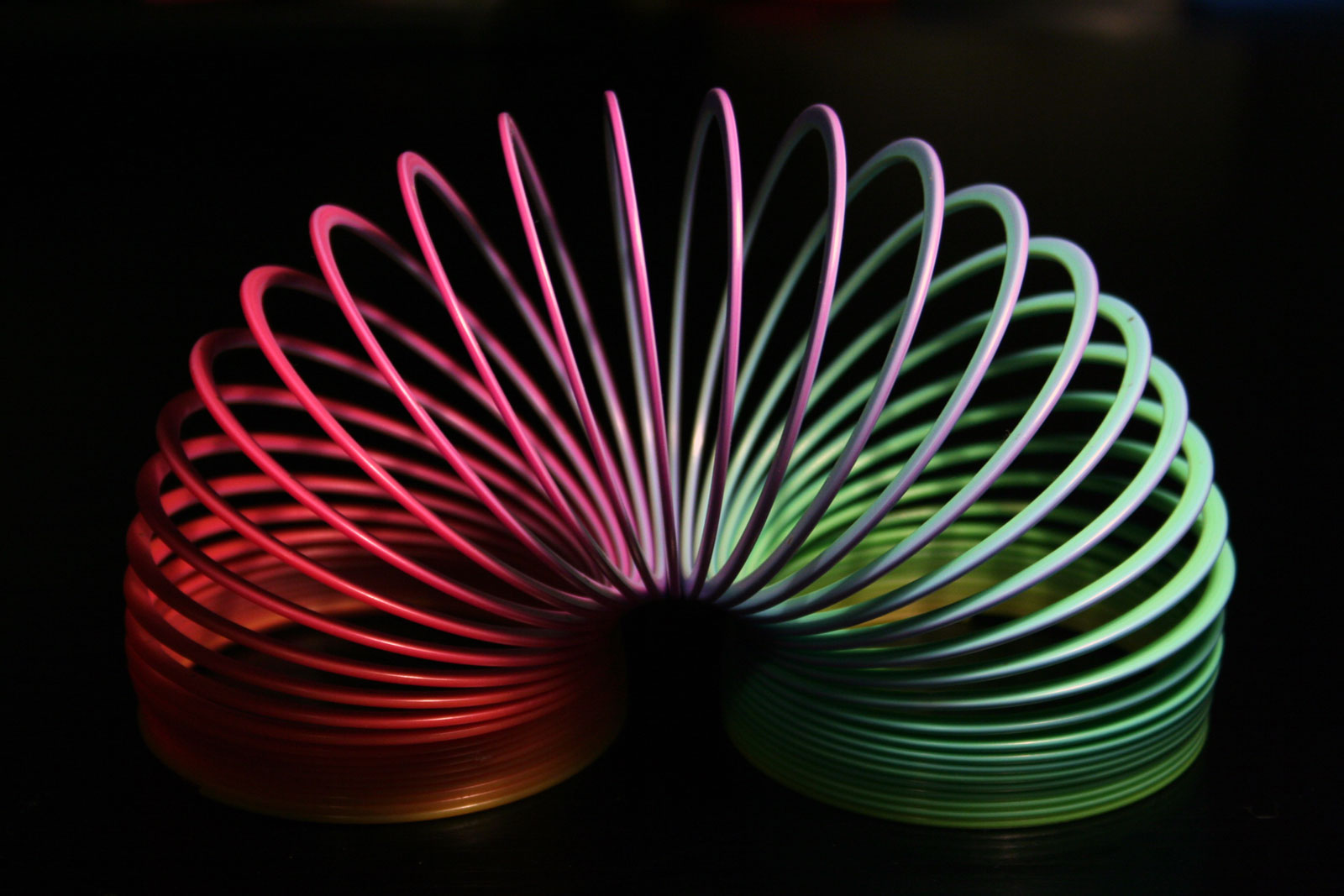
Slinky di plastica coi colori dell'arcobaleno

Sono disponibili anche Slinky di plastica in vari colori; molti di questi recano i colori dell'arcobaleno nel giusto ordine. Vengono commercializzati dagli anni Settanta come alternativa più sicura a quelli metallici, poiché non sono pericolosi qualora vengano inseriti in presee elettriche. La molla giocattolo di plastica, denominata "Plastic Slinky", è stata inventata da Donald James Reum Sr. della Master Mark Plastics di Albany (Minnesota). L'idea gli venne mentre stava pensando a diverse tecniche per produrre un tubo a spirale per impianti d'irrigazione. Tuttavia, quando questo uscì dalla catena di montaggio, secondo i suoi figlio assomigliava di più a uno "Slinky." Vi lavorò finché non riuscì perfettamente e si recò allora da Betty James col suo prototipo. Reum produsse il Plastic Slinky per Betty James per diversi anni, finché essa non decise di produrlo esclusivamente tramite per mezzo delle proprie strutture, facendone terminare la produzione alla piccola ditta del Minnesota. Il brevetto di Reum, numero 4120929, fu presentato il 28 dicembre 1976 e accettato dall'Ufficio Brevetti degli Stati Uniti il 17 ottobre 1978.

## Riconoscimenti
Le poste statunitensi emisero nel 1999 un francobollo dedicato allo Slinky. The Slinky fu ammesso alla National Toy Hall of Fame nel 2000 in occasione dell'emissione della serie filatelica Celebrate the Century. Nel 2001 fu avanzata da Richard Geist la proposta di nominare lo Slinky "giocattolo dello stato" della Pennsylvania, ma non trovò accoglimento. Nello stesso anno, Betty James fu accolta nella Hall of Fame della Toy Industry Association . Nel 2003 lo Slinky fu incluso nella "Lista dei giocattoli del secolo" della Toy Industry Association, che riunisce i cento giocattoli più memorabili e creativi del XX secolo.

## Altri utilizzi
Gli Slinky e molle simili possono essere usati per creare effetti sonori del tipo di "armi laser". Questo avviene tenendo sollevato uno Slinky e battendo su un'estremità, cosa che provoca un suono metallico che si abbassa bruscamente di tono. Si può amplificare l'effetto attaccando una coppetta di plastica a un'estremità dello Slinky.
Helixophone è il nome che la compositrice ed artista Sonia Paço-Rocchia ha dato a uno strumento musicale costruito con uno Slinky e un risonatore. Hélix è un'installazione composta da fino a 20 Helixophone, automatizzata e riproducente una composizione interattiva di suoni.
Uno Slinky metallico può essere usata come un'antenna, che ha una frequenza di risonanza tra 7 e 8 MHz. Durante la guerra del Vietnam, era utilizzato come antenna portatile per lo comunicazioni locali a onde corte. Questa soluzione aveva molti vantaggi rispetto all'utilizzo di un lungo cavo sparato da un lanciagranate M79: piccole dimensioni, installazione veloce e silenziosa, possibilità di  riutilizzo, buona inclinazione di ricezione per le comunicazioni locali e prestazioni adeguate. Fu utilizzata anche per estendere la portata delle radio portatili.
Nel 1985, in collaborazione col Johnson Space Center e lo Houston Museum of Natural Science, gli astronauti dello Space Shuttle Discovery crearono un filmato che dimostrava come si comportavano nello spazio i comuni giocattoli. Un astronauta descrisse lo Slinky come "qualcosa di pendulo". Il filmato fu preparato per stimolare l'interesse dei bambini in età scolare per i principi di base della fisica e il fenomeno dell'assenza di peso.
Vari filmati online hanno mostrato che si può montare uno Slinky sull'asta di una mangiatoia per uccelli per evitare che gli scoiattoli vi si arrampichino.